# Arnhemse Courant

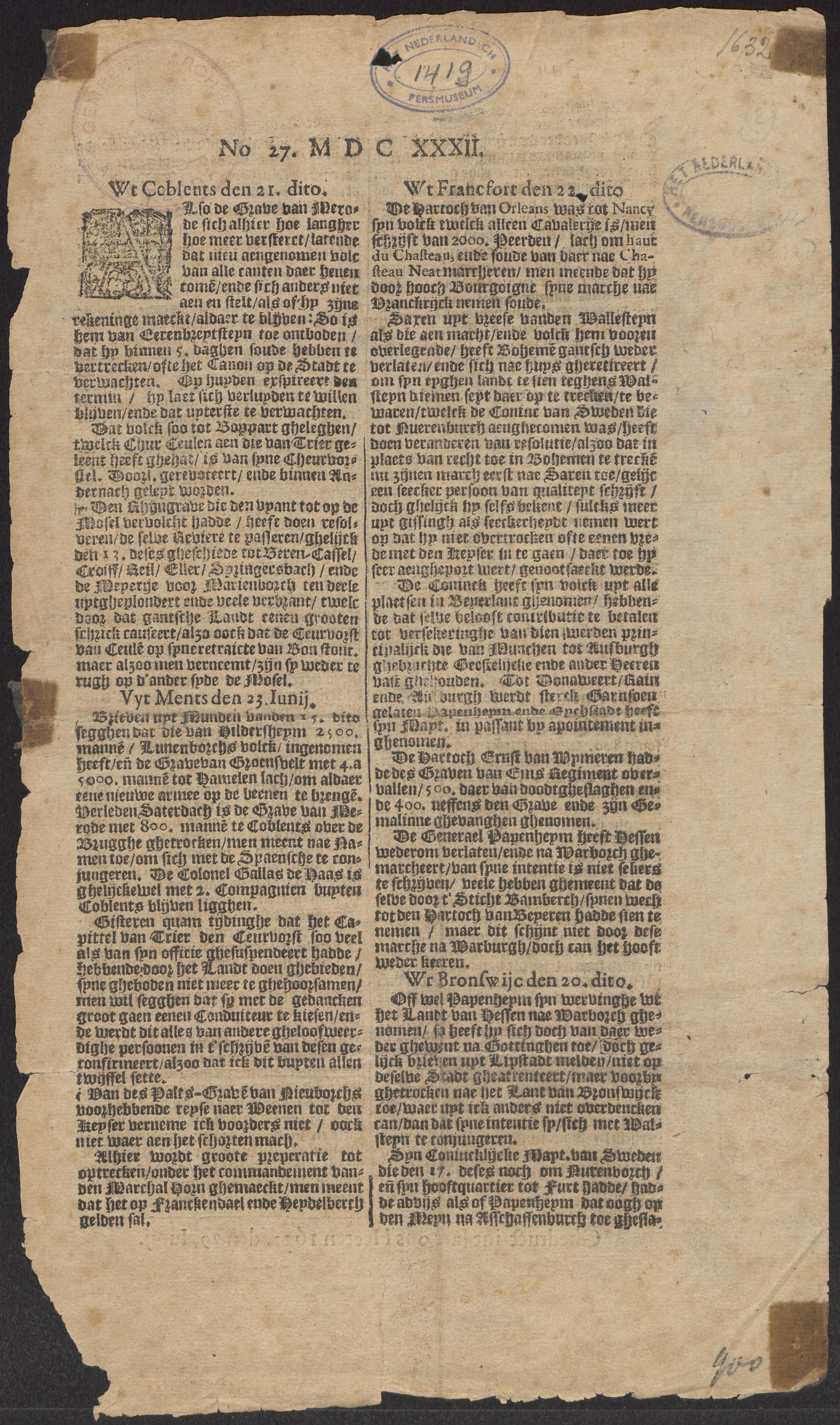
Arnhemsche Courante, 29 juni 1632.

De Arnhemse Courant (1619-1636) of Arnhemsche Courante was een Arnhemse krant die gepubliceerd werd door Jan Jansz (1588-1629), en later door zijn schoonzoon Jacob van Biesen (?-1677).

## Publicatie
De krant werd wekelijks gepubliceerd. Lezers konden zich voor 20 gulden per jaar abonneren op de krant. In totaal zijn er veertien uitgaven overgeleverd die dateren uit de periode tussen 1621 en 1636. Uit de uitgaven blijkt dat het nieuws vooral van het Heilige Roomse Rijk afkomstig was. De ligging van Arnhem was gunstig, omdat de stad regelmatig in contact kwam met de legers van de Staten Generaal en Habsburg. Hiernaast had Jansz verschillende contacten in Keulen, die hem nieuws brachten vanuit onder andere Wenen, Praag, Keulen, Frankfurt, Mainz en Leipzig. Dit nieuws was relatief oud; soms bereikte het Jansz pas na een maand, terwijl de Amsterdamse kranten het al weken eerder hadden gerapporteerd.

## Opmaak
De krant werd duidelijk beïnvloed door de stijl van de Amsterdamse Courante uyt Italien, Duytslandt, &c. (1618-1669) en Tĳdinghe uyt verscheyde quartieren (1619-1671). De kranten hadden geen titels, maar openden met een kop over het recente nieuws. Ze werden gepubliceerd in foliostijl met halve pagina's en twee kolommen: net zoals de kranten uit Amsterdam. Vanaf 1623 Hanteerde Jansz een eigen stijlformule, met als titel het nummer van de uitgave en het jaartal in grote Romeinse cijfers.
Vanaf 1630 voegde Jansz's opvolger, Jacob van Biesen, advertenties toe aan de Courant. Zo bevatte een uitgave van 27 mei 1636 een advertentie voor zijn andere uitgift Giff-jagher: een blad met geneeswijzen voor de plaag.